# 소녕
소녕(昭寧)은 중국 후한(後漢) 소제(小帝)의 두 번째 연호이다. 189년 8월에서 9월까지 3일 동안 사용하였다. 십상시의 난 때 궁궐을 떠나 몸을 피했던 소제와 진류왕(陳留王) 협(協)이 동탁(董卓)의 호위를 받아 돌아오자, 이를 기념하기 위해 8월 신미에 개원하였다. 그러나 3일 후 동탁에 의해 소제가 폐위되고 헌제(獻帝)가 즉위하면서 소녕 연호는 중지되었다. 12월에 헌제(獻帝)가 칙명으로 광희(光熹)·소녕·영한(永漢)의 세 연호를 삭제하고 중평(中平)으로 복귀하도록 하여 사라진 연호가 되었다.

## 개원
광희(光熹) 원년 8월 28일(189년 9월 25일)에 연호를 소녕(昭寧)으로 개원함.

## 연대대조표
| 소녕                | 원년       |
| 서력                | 189년      |
| 육십간지 (六十干支) | 기사(己巳) |

## 같이 보기
- 중국의 연호